# Whitwell (Tennessee)
Whitwell – miasto w Stanach Zjednoczonych, w stanie Tennessee, w hrabstwie Marion.